# Specializovaná světová výstava 1992
L'Esposizione Internazionale Specializzata Genova ’92 - Colombo ’92 nebo neformálně Expo ’92 byla mezinárodní specializovaná výstava, která se konala v italském Janově od 15. května do 15. srpna 1992. Téma výstavy znělo „Kryštof Kolumbus, loď a moře“ a Expo se pořádalo u příležitosti 500 let od objevení Ameriky janovským mořeplavcem Kryštofem Kolumbem. Na výstavě bylo zastoupeno 54 zemí a celkový počet návštěvníků dosáhl 817 045. Výstava probíhala ve stejnou dobu jako větší a déle trvající univerzální světová výstava Expo '92 v Seville, odkud Kolumbus v roce 1492 na svou výpravu vyplul.

## Areál výstaviště
Výstava se konala ve čtvrti Porto Antico a umožnila kompletní přestavbu celé oblasti podle návrhu architekta Renza Piana. Piano navrhl výstavní projekt, který sjednotil opuštěné oblasti starého přístavu se zbytkem města. Součástí projektu byla výstavba dvou stálých budov: velkého centra pro zázemí a největšího akvária v Itálii s 12 000 mořskými druhy. Akvárium hostilo mořský pavilon a loď Italia hostila lodní pavilon. Ústřední stavbou na výstavišti byl Grande Bigo, monument složený z osmi velkých stožárů, inspirovaný výtahy nákladních lodí. Je vybaven skleněným výtahem, který se tyčí 40 metrů nad zemí a umožňuje návštěvníkům panoramatický výhled na přístav a staré město, a zůstává tak dominantou Janova.

## Účastníci
Akce se oficiálně zúčastnilo 54 zemí a tři neoficiálně. Návštěvníků bylo přes 800 000 – méně, než se původně očekávalo. Ente Colombo, které akci provozovalo, vybralo pouze 13 miliard oproti plánovaným 45 miliardám.
Čestným hostem byla vláda Bahamských ostrovů, kde Kryštof Kolumbus na své cestě do Ameriky poprvé přistál na ostrově Guanahani.

## Přínos výstavy pro město
Expo umožnilo přestavbu staré přístavní oblasti, která byla prioritou pro místní, regionální i celostátní vládu. Janov měl velký prospěch z architektonických úprav a z výstavby podzemní linky metra a nových pěších zón. Městské akvárium je stále velmi populární a ročně přiláká více než 1 milion návštěvníků.